# 乐清市
乐清市（瓯语：ngǒo-tshēnn）为中华人民共和国浙江省下辖县级市，由温州市代管，位于中国华东地区、浙江省东南沿海。东晋宁康二年（公元374年）始建县，旧称乐成。后梁开平二年（公元908年）八月，为避后梁太祖朱温父朱诚之讳，吴越王钱缪奏改乐成为乐清，一直沿用至今。乐清县于1993年9月撤县设市，为乐清市；2006年被联合国地名专家组授予“千年古县”称号。市人民政府駐城東街道伯乐东路888号。
乐清市，境内的柳市镇更是拥有“中国电器之都”称号。乐清市地处瓯江口北岸，东临东海及乐清湾，西北部为山脉，东北部为海积平原，地势自西北向东南倾斜，北部的雁荡山以“东南第一山”名号著称于世。

## 名称由来
樂清舊稱乐成的得名源于王子晋和箫台山，传说周灵王姬泄心的太子——王子晋在箫台山顶垒石弄箫奏乐，引来群鹤飞舞；在箫台山下溪泉中沐箫，兴尽跨鹤离去。“乐”指的是音乐，“成”則是古代的一个音乐术语，指乐章。

## 历史
- 东晋宁康二年（公元374年）置乐成县
- 隋，地属永嘉郡永嘉县
- 唐，析永嘉县复置乐成县，属东嘉州。
- 五代後梁开平二年（公元908年），为避后梁太祖朱诚名讳，改称乐清县
- 宋太平兴国三年（978年），乐清县隶属两浙路温州军事州。
- 元至元十三年（1276年）,乐清县入元版图，属江淮行省浙东道温州路。
- 明洪武元年（1368年），乐清县属浙江行省温州府。
- 清顺治三年（1646年），乐清入清版图，隶属浙江布政司温州府。
- 民国元年（1912年）废温州军政分府，直属浙江省。
- 民国21年（1932年），在温州设特区，乐清属之。
- 1949年5月，乐清县被中国共产党占取，隶属浙江省第五专区，后第五专区改为温州专区。
- 1968年，温州专区改为温州地区，乐清县属之。
- 1968年7月，成立县革命委员会，代行县政府职能。
- 1982年6月，县革命委员会改为县政府。
- 1993年9月18日，撤县设县级市，行政管理委托温州市人民政府代为管理。

## 行政区划
乐清市政府驻地在城东街道，下辖8个街道办事处、14个镇、3个乡。
城东街道、城南街道、盐盆街道、翁垟街道、白石街道、石帆街道、天成街道、乐成街道、雁荡镇、柳市镇、北白象镇、虹桥镇、淡溪镇、清江镇、芙蓉镇、大荆镇、仙溪镇、磐石镇、蒲岐镇、南岳镇、南塘镇、湖雾镇、岭底乡、智仁乡和龙西乡。

## 地理
乐清位于浙江东南沿海，东临太平洋，隔瓯江与温州市区相望，西面是永嘉县，东北部与台州市相邻。东部陆地面积1223.3平方公里，海域面积270平方千米，七里港区为乐清的“海上门户”，是孙中山先生在建国方略中提到的天然良港，边岸线长14.2公里，可建造万吨级以上泊位36个，主航道水深150多年来恒稳不变，是宁波至厦门之间海岸线上唯一而适中的深水港区，以其独特的地理位置成为温州大港的核心，开发前景广阔。

## 交通

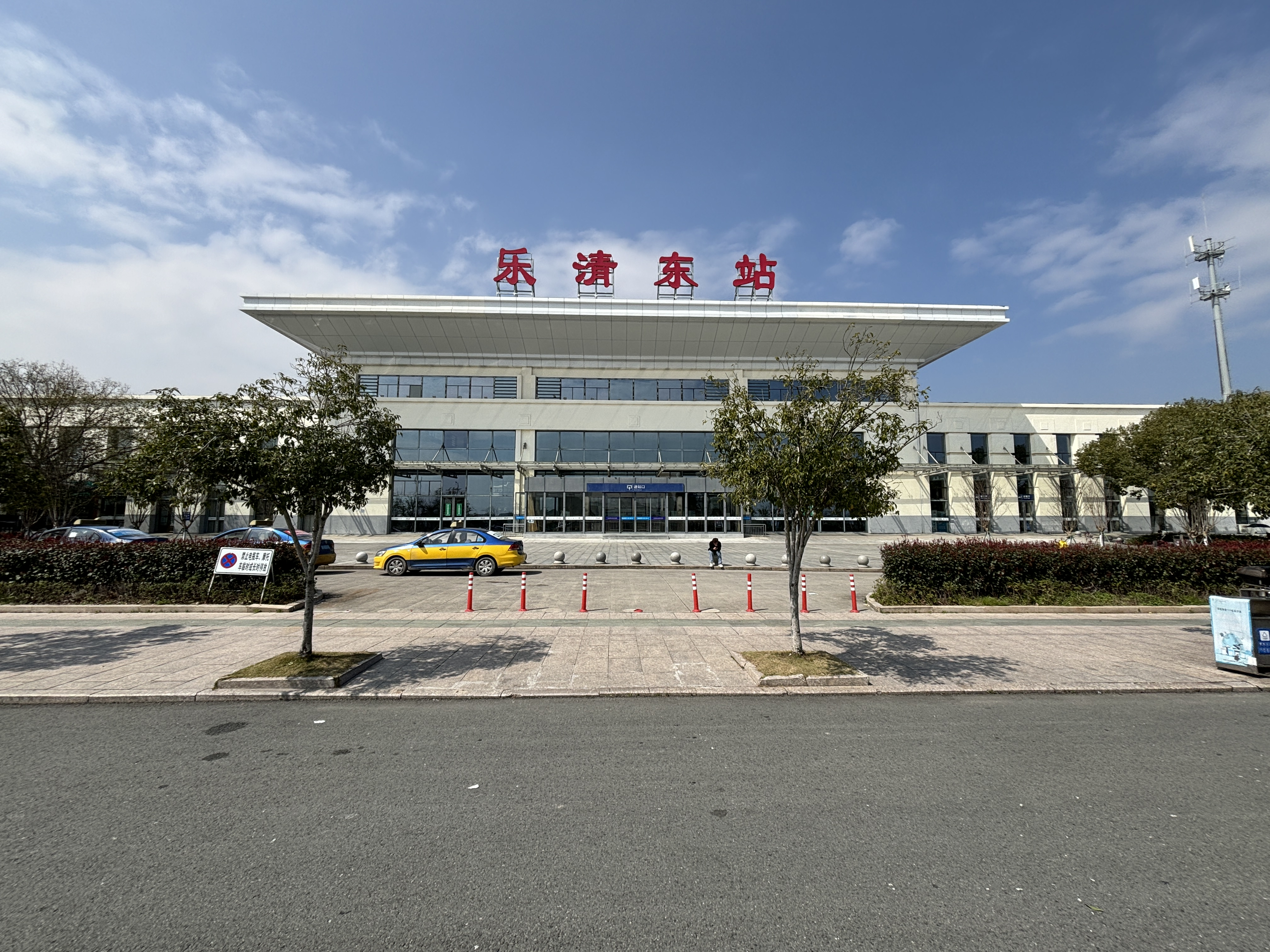
乐清东站

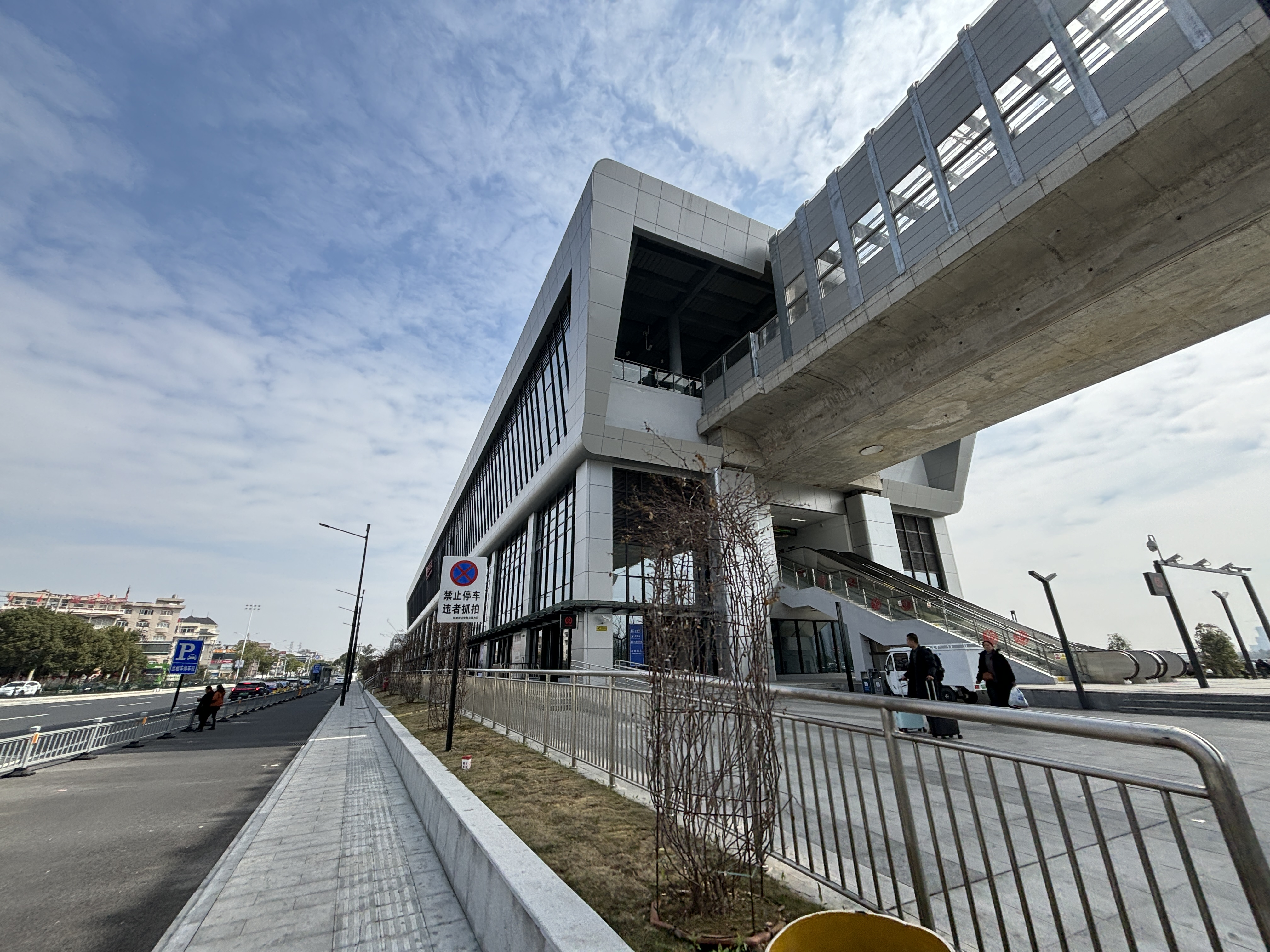
温州轨道交通S2线清东路站

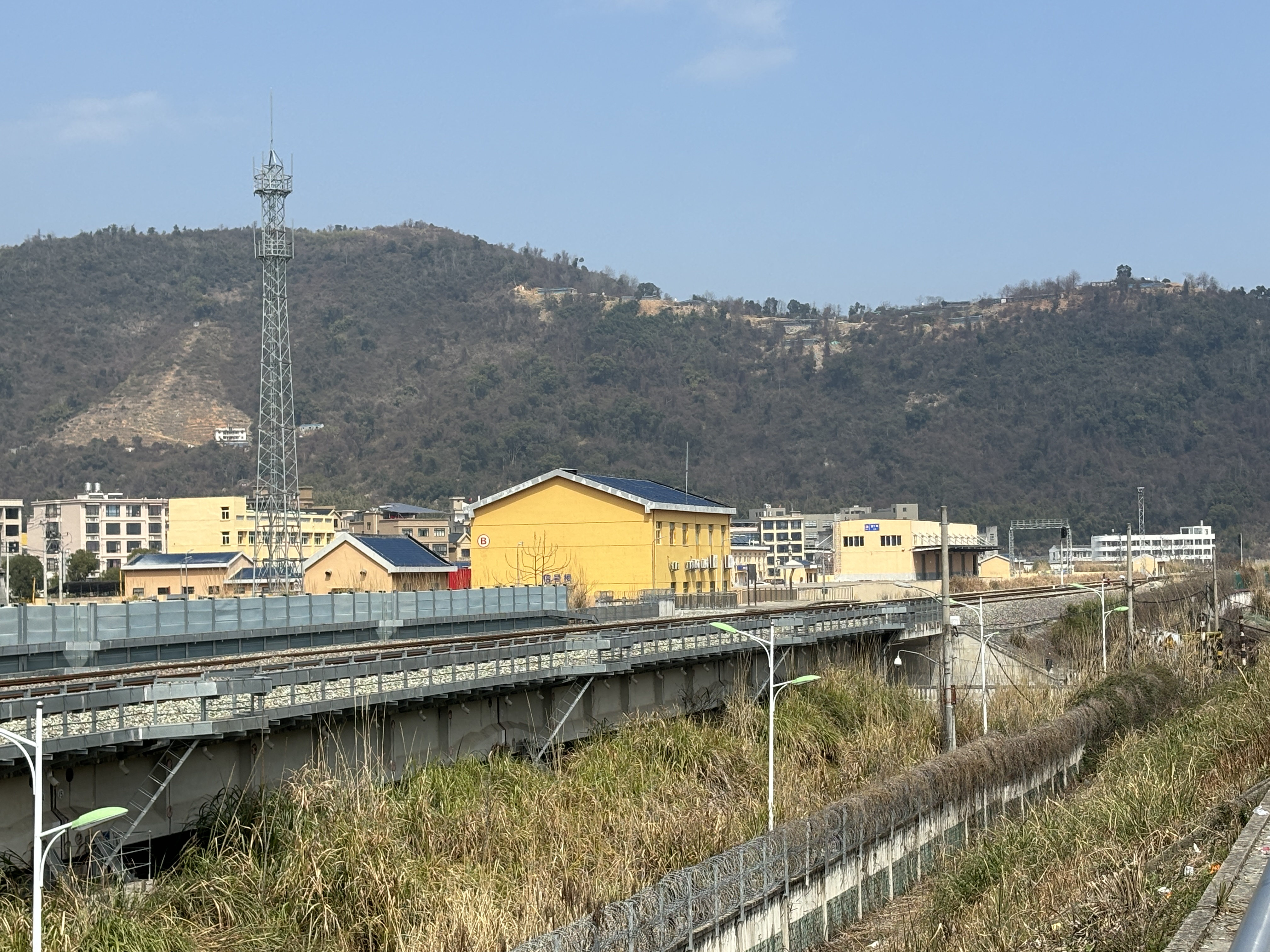
乐清湾铁路绅坊西站

乐清市南距离温州机场20公里，北距离路桥机场30公里。全市位于 104国道、 228国道、 沈海高速甬台温高速段、 甬莞高速甬台温复线高速沿线。2009年开通高速铁路杭福深客运专线动车组，设雁荡山站（雁荡镇）、乐清东站（石帆街道）、乐清站（白石街道）。海运方面，乐清市东临太平洋，拥有乐清港和七里港两个港区。
- 104国道和 228国道过境。
- 温州轨道交通： █ S2线可到达乐清。

## 经济
乐清是中国经济发展最具活力的地区之一。1978年中共十一届三中全会以后，实行改革开放，乐清人以敢为人先，特别能创业的精神，率先进行市场取向改革，大力发展个体、私营经济，成为闻名遐迩的温州模式发祥地。1988年，乐清被国务院列为新增沿海经济开放县之一，又成为全国百名财政超亿元的县，同时被批准为浙江省革命老根据地县。截止2012年末，全市地区生产总值（GDP）为599.08亿元人人民币，人均地区生产总值（按户籍人口计算）47323 元，按年平均汇率折算为7497美元。其中工业占比58.3%，服务业占比38.5%，农业占比3.2%。
2019年GDP为1,209.93元人民币，人均GDP为8.47万元人民币，其中民营经济尤为繁盛，经济总量连续15年列温州全市第一。

### 工业
乐清产业带集中于沿104国道和沿海两大区块，拥有工业电器、电子元器件、船舶制造、钻头、服装、模具、汽摩配等十几个特色优势产业。其中大型企业有正泰集团、中国德力西控股集团、天正集团、人民电器集团、华仪电气股份有限公司、兴乐集团等。

#### 精密模具制造业
乐清市的精密模具制造产业发端于20世纪60年代，70年代以手工雕刻为主，80年代进入工业化生产阶段。90年代，乐清企业逐步走向成熟，全市各模具企业进行大量技术改造，引进了大量的模具加工先进设备，模具产业工人从80年代全市不到2000人猛增18000多人，从而为低压电器，电子元件，金属、塑料件的生产奠定了工业基础。

#### 电力设备制造
乐清市电器企业主要适用于电力行业，以高低压电气、输配电设备、仪器仪表、成套设备、电线电缆、电力金具、电子元件、防爆产品为主。在80年代发展初期以模仿国内外知名产品起步，质量问题突出。90年代通过规范生产，行业兼并逐步走上了高速发展的道路。如今拥有如下多个全国性称号：中国低压电器之都、 国家火炬计划智能电器产业基地
、中华全国钻头（建工）生产基地、中国电子元器件产业基地、中国精密模具生产基地、中国断路器产业基地、中国防爆电器生产基地。

#### 制造业外迁
2000年前后，乐清的本地企业陆续开始外迁，如正泰集团在上海松江成立的输配电生产基地——正泰电气股份有限公司，人民集团在江西、兴乐集团在安徽、万控集团在成都和天津等地都建有生产基地。虹桥的春风控股（摩托车龙头企业）、东铁集团（铁路配件龙头企业）把大部分核心的产业迁到杭州，乐清只留很小一部分生产基地。华荣防爆（厂用防爆电器龙头）迁往上海、福达合金（银触点龙头企业）迁往温州滨海园区。企业外迁已经从企业的单一行为发展为整个行业的行为。如2012年5月，乐清市紧固件协会在安徽广德县开发区拟建乐清紧固件产业园，承接部分乐清紧固件企业的整体转移；丽水经济开发区建立了乐清电气产业园等。 
据统计，2011年乐清市工业总产值达到1503.33亿元，同比增长16.1%，占整个温州市工业总产值的21.3%。而2012年1-9月份，乐清市工业总产值却同比下降8.2%，虽然跟当前的经济大环境有很大的关系，但还是远远大于温州的4.8%降幅。
这说明乐清的工业发展后劲不足，甚至出现空心化的危险信号。究其原因，与营企业发展软环境不佳密切相关。

#### 农业（渔业）
乐清市农业以海洋经济为主，宋代境内已有牡蛎养殖，明清有缢蛏、泥蚶养殖。常见的经济鱼类有：大黄鱼、黄花鱼、梅童鱼、带鱼、墨鱼、鲳鱼、鮸鱼、马鲛鱼等，近海滩涂养殖盛产青蟹、弹涂鱼、虾蛄等。

#### 鲨鱼加工产业
乐清市蒲岐镇，多次被国内外媒体称作“中国鲨鱼加工基地”，鲨鱼加工始于宋代，大规模加工形成于20世纪90年代，官方称全国90%的鲨鱼被收购到此地加工，或许和中国经济腾飞，鱼翅消费量增大有关。

## 人口
2010年第六次全国人口普查乐清市全市常住人口为138.93万人，男性人口为72.34万人，占52.07%；女性人口为66.59万人，占47.93%。总人口性别比（以女性为100，男性对女性的比例）为108.64。
2022年末，全市常住人口为146.72万人，比上年增加0.32万人，城镇化率为66.7%，比上年提高0.8个百分点。根据公安统计年报显示，年末全市户籍总户数40.25万户，户籍总人口131.50万人，其中，男性68.57万人，女性62.92万人，城镇75.76万人。全市（含补报）出生人口7646人，死亡人口7496人，人口自然增长率为0.11‰。登记的新居民人数65.71万人。

## 教育
2013年末，乐清市共有普通高中17所，在校生2.03万人，专任教师1584人；中等职业学校9所，在校生0.79万人。初中65所，在校生4.04万人，专任教师3442人；小学89所，在校生10.07万人，小学专任教师5467人。幼儿园 228所，在园幼儿5.67万人。

### 高级中学
- 乐清中学：创建于1939年，原为乐清县私立初级中学和乐清县立初级中学。
- 乐清市第二中学：前身是创办于1957年8月的乐成民办初级中学。
- 乐清市第三中学：1998年9月创办的普通高级中学。
- 乐清市第四中学：原翁垟二中、翁垟高级中学。
- 乐清市师范附属中学
- 虹桥中学
- 柳市中学
- 白象中学
- 芙蓉中学
- 大荆中学

### 私立学校
- 乐成寄宿中学
- 育英教育集团:乐清育英寄宿学校（小初）、温州育国际实验学校（高中）、浙江育英职业技术学院（杭州）[10]。
- 乐清市育才中学
- 乐清市兴乐中学
- 乐清市国际外国语学校
- 乐清市英华学校
- 乐清市精益中学
- 建桥教育集团：上海建桥学院附中（柳市）、上海建桥学院（上海）

## 风景名胜

### 全国重点文物
- 南宋乐清东塔（1174－1189）
- 唐代真如寺石塔
- 明代南阁牌楼群（1439－1544）
- 明代高氏家族墓地，高友玑墓地。

### 古民居
- 开元巷洪宅

### 山水
- 雁荡山百岗尖，海拔1108米，为乐清市内最高峰。
- 白石山（中雁荡山），海拔598米，西乡第一高峰，有玉甑峰、东、西漈诸胜。
- 九牛山，原名谢公山(谢灵运)，山顶鹰嘴岗（叨鹰嘴）海拔553.3米，为乐成镇境内最高山，现正建成军事用地。
- 茗山，位于北白象镇，海拔502米，属中雁景区，480米处有仿天坛祈年殿建筑。
- 白龙山,位于虹桥镇，海拔716.1米属雁荡山麓，属虹桥镇最高峰。

### 雁荡山
域内为中国十大名山之一，1982年列为首批国家重点风景名胜区，国家5A级旅游景区。2005年2月11日入选世界地质公园。形成于一亿二千万年以前，是环太平洋大陆边缘火山带中一座最具完整性、典型性的日至纪流纹质破火地。雁荡山历经四期火山喷发，火山爆发造化了雁荡山雄奇壮丽的景观，其遗迹还将成为探索亚洲大陆边缘构造岩浆作用与深部地质的天然窗口，使雁荡山成为世界上独一无二的集山水美学、历史文化、自然科学于一体的华夏名山。
雁荡山总面积450平方公里，500 多个景点分布于8个景区，以奇峰怪石、古洞石室、飞瀑流泉称胜。其中，灵峰、灵岩、大龙湫三个景区被称为“雁荡三绝”。
中雁荡山原名白石山，位于乐清市白石镇境内。国家4A级风景名胜区，宋太宗赐额“第一山”，辖玉甑、西漈、三湖、东漈、凤凰山、杨八洞、刘公谷等七大景区。

## 文化和风俗
乐清保留了大量独特的民间艺术和风俗。其中较为著名的有：黄杨木雕、细纹刻纸、板凳龙等。保存的曲艺有越剧和鼓词。民歌《对鸟》被列入第一批浙江省非物质文化遗产名录。美术方面，周昌谷的国画《两只羔羊》参加1956年世界青年与学生美术比赛，为中国美术首次获得世界金牌。

### 方言
乐清地处温州与台州的走廊地段，境内以清江为界限，清江以南地区语言属于温州方言（温州话）区，清江以北地区属于台州方言片。在历史上乐清属于东瓯国，由于地处东南且被群山包围，较多的保存了老派瓯语的特点，是语言的活化石。

### 龙舟
在乐清方言里，端午节举行的龙舟竞渡被称为“划水龙”，是一年中最大的民俗活动。临近端午，自然村都按户出丁，组成一支或多支龙舟组成的村龙舟队，在城市河道中与其它村进行短距离的较量。与电视直播的竞速龙舟不同，乐清龙舟舟体讲究，龙头和龙尾精雕细琢，皆可拆卸、活动，舟上除了32名水手外，还设置有旌旗手、锣手、鼓手，司职龙头和龙尾者，负责掌舵和“跳龙头”，讲究划龙舟的气势与节奏。

### 宗教

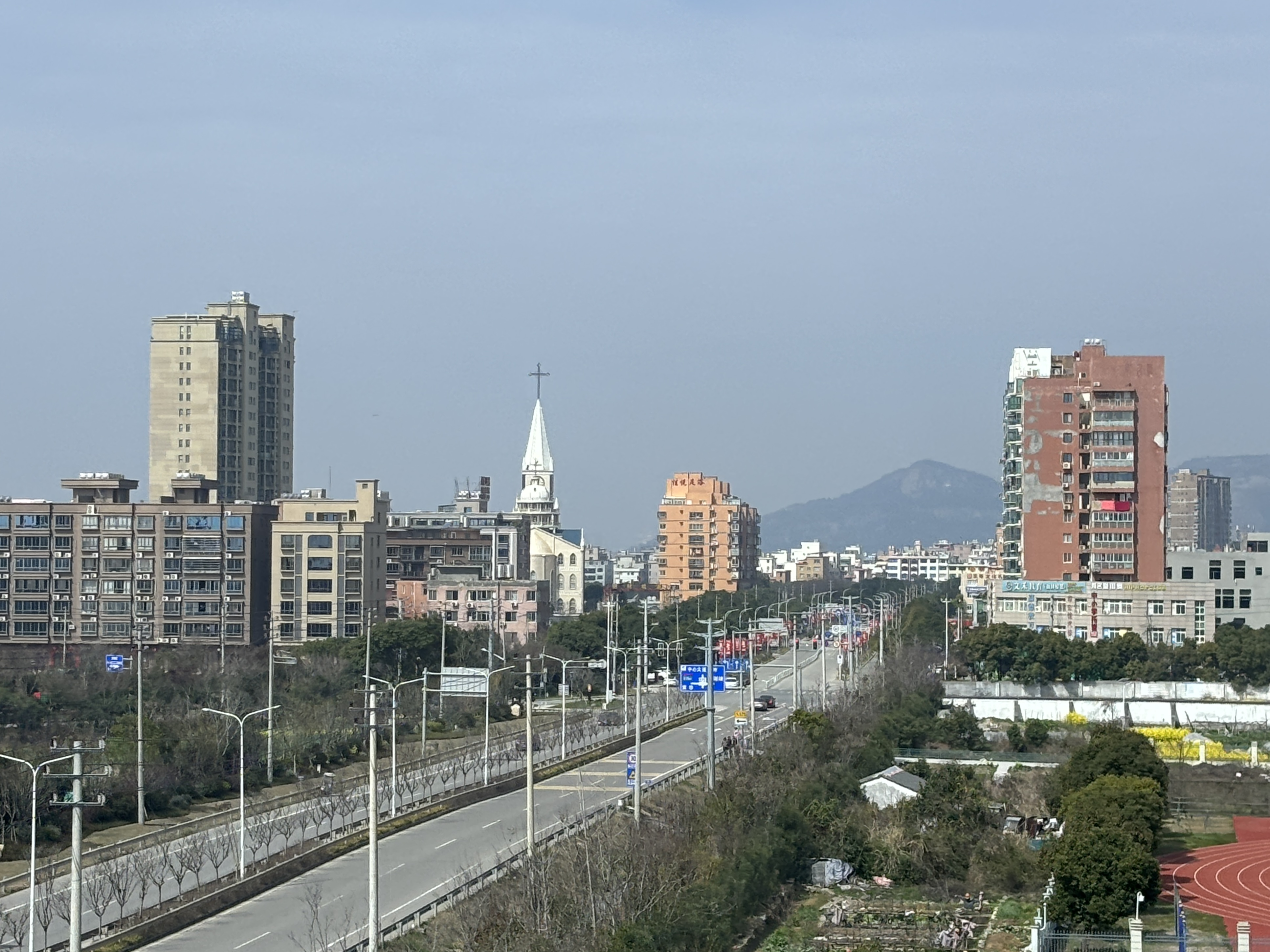
翁垟教堂

- 道教：乐清丹霞山相传为东晋时期张文君炼丹处，今有白石山玉虹洞，北斗洞、杨八洞等著名道教洞天府地。
- 佛教：汉末时佛教传入乐清，今仅雁荡山就有著名寺院观音洞、灵岩寺、能仁寺等。
- 基督新教：1881年，英国传教士苏慧廉到乐清传教，建立教堂。此后，基督新教开始在乐清传播，现已成为规模。
- 天主教：1909年，法国神父冯烈鸿在虹桥建立第一座天主教堂。
- 明教：宋代后期明教在东南沿海广泛传播，今部分地区仍有许多明教尚白的传统，乐清方言中将太阳称为太阳佛，月亮称为月光佛为明教遗存[12]。

## 环境污染
乐清市工业聚集，但是普遍程度上技术落后，排污处理不当，海洋中含量超标的重金属主要是石油烃、镉、铅、砷、滴滴涕、镉、铜和锂，这与周边的一些化工区域、发电厂，以及台州温岭的拆解行业有关。  

### 海洋污染
- 2004年中心工业园区排污贝类死亡事件 [13]
- 2009年，乐清湾西门岛附近海域遭受严重污染事件，造成直接经济损失两亿多元。
- 2011年浙江省温岭市海洋与渔业环境监测站检测乐清湾海域水类为劣四类，远低于海产养殖二类水的标准[14]
- 2013年 环保组织测出浙江乐清湾汞超标反驳官方报告[争议][15]

### 空气污染
- 白石镇橡胶业导致的空气污染[16]
- 2011年2月27日北白象乐安化工爆炸氨气泄漏[17]
- 2013年浙江乐清北白象上百村民因癌死亡 民众逼迁电镀厂[18]
- 2013年9月北白象污染导致小学生流鼻血事件[19]

### 内河污染
- 2012年，虹桥水系、乐琯运河水质总体情况属劣V类，未能满足功能区要求，主要污染指标为化学需氧量、高锰酸盐指数、氨氮、总磷，呈有机污染型为主。 [20]